# Общество „Зигмунд Фройд“
Общество „Зигмунд Фройд“ (на немски: Sigmund-Freud-Gesellschaft) е научна асоциация основана през 1968 г. със седалище във Виена. Нейната цел е да насърчават изследванията на теорията и практиката на психоанализата като цяло.
В Учредителния съвет от 1968 г. наред с други се включват и двамата психоаналитици Фридрих Хакер и Харалд-Леополд Льовентал. Обществото има 500 членове от много страни, включително лекари, студенти, психоаналитици и хора на изкуството. Член на Обществото Зигмунд Фройд може да стане всеки, който се интересуват от психоанализата.
Компанията редовно организира симпозиуми, дискусии и лекции и работи в тясно сътрудничество с музей Зигмунд Фройд".
Председателят на обществото e Ева-Мария Хьоле.